# خولة بنت عامر
خولة بنت عامر صحابية تزوجها حمزة بن عبد المطلب رضي الله عنه.

## روايتها للحديث
عن خولة بنت عامرٍ الأنصارية قالت: سمعت رسول الله صلى الله عليه وسلم يقولُ: " إن رجالاً يتخوضون في مال الله بغير حق، فلهم النار يوم القيامة" رواه البخاري" [351].